# 天主教松貝教區
天主教松貝教區（拉丁語：Dioecesis Sumbensis）是安哥拉一個羅馬天主教教區，屬羅安達總教區。
教區成立於1975年8月10日，原稱新雷東多教區，2006年10月22日易名至今。
教區位於南寬扎省。2010年有教友374,234人（佔轄區總人口28.6%）、十七個堂區、卅八名司鐸。現任教區主教為盧西西拉·基亞拉。